# Belägringen av Mafeking
Belägringen av Mafeking var den mest ryktbara brittiska insatsen under andra boerkriget. Den ägde rum i staden Mafeking (nuvarande Mafikeng) i Sydafrika under 217 dagar, från oktober 1899 till maj 1900. Belägringen gjorde Robert Baden-Powell, scoutrörelsens grundare, till en nationell hjälte. Då belägringen av Mafeking upphörde var det en avgörande seger för britterna och ett stort nederlag för boerna.

## Bakgrund
När Storbritannien började inse att ett krig med boerna ryckte allt närmare kommenderades den dåvarande översten Robert Baden-Powell till staden Mafeking nära gränsen mot Sydafrikanska republiken. Staden saknade fullständigt befästningar när Baden-Powell kom till staden och en av hans första åtgärder var följaktligen att påbörja byggnationen av dessa.
Strax härefter utfördes en stor del av Mafekings kvinnor och barn ut ur staden med tåg för att dessa inte skulle skadas vid ett slag om staden. Kvar i staden fanns 9000 människor inklusive den brittiska garnisonen om 1250 soldater.

## Belägringen
Förberedelserna var med nöd och näppe avslutade vid krigsutbrottet den 11 oktober 1899 och redan två dagar senare, den 13 oktober, omringades staden av en styrka om 9000 boer.
Efter tre dagar av belägring inleddes ett fyra timmar långt artilleribombardemang som dock inte orsakade särskilt stora skador, Baden-Powells meddelande till det brittiska högkvarteret löd: Allt väl. Fyra timmars bombardemang. En hund dödad. Troligen underdrev han skadorna något och såg till att meddelandet passerade boerna på vägen. Han försökte också med hjälp av olika strategier ge boerna en missvisad bild av garnisonens kapacitet.
Överste Baden-Powell insåg tidigt att det kunde dröja flera månader innan man fick undsättning och således övertog han själv ansvaret för de flesta samhällsfunktioner och införde även ransonering på olika varor. Han lätt även grunda en kadettkår av unga pojkar på nio år och äldre med uppgift att utföra diverse sysslor som männen p.g.a. kriget inte kunde utföra, ex. meddelandebefordran.
När år 1900 inträdde började tusentals brittiska soldater anlända till Sydafrika vilket väckte förhoppningar om befrielse, man fick dock reda på att hjälp skulle kunna komma tidigast i maj samma år vilket ställde till problem i staden vars förråd på mat pengar och ammunition sakta men säkert började sina.
Ett halvår efter det att belägringen inletts nådde de första budbärarna fram till Mafeking med post och nyheter från kriget, det kom också en hälsning från drottning Victoria av Storbritannien till Baden-Powell: Jag fortsätter att med förtröstan och beundran följa det tålmodiga och beslutsamma försvar som så tapert vidmakthålls under Ert skickliga befäl..
Hjälpen uteblev dock och i slutet av april började situationen bli riktigt allvarlig. Man tvingades skära ned kraftigt på matransonerna och man var fast beslutna att försvara sig även om man var i behov av hjälp snarast om man inte skulle tvingas kapitulera.
Den 17 maj 1900, efter tvåhundrasjutton dagars belägring, anlände äntligen en brittisk styrka till Mafeking och belägringen upphörde.

## Efterspel
Efter under belägringen kom Robert Baden-Powell att nå stor ryktbarhet i Storbritannien och efter hemkomsten befordrades han till generalmajor. Erfarenheterna från Mafekings kadettkår gav honom också mycket inspiration vid organiserandet av scoutrörelsen.